# Hwangmaesan
Hwangmaesan är ett berg i Sydkorea.   Det ligger i provinsen Södra Gyeongsang, i den södra delen av landet, 240 km söder om huvudstaden Seoul. Toppen på Hwangmaesan är 1 108 meter över havet.
Terrängen runt Hwangmaesan är huvudsakligen kuperad. Hwangmaesan är den högsta punkten i trakten. Runt Hwangmaesan är det ganska tätbefolkat, med 56 invånare per kvadratkilometer. I omgivningarna runt Hwangmaesan växer i huvudsak blandskog.